# ساندي لانغ
ساندي لانغ (بالإنجليزية: Sandy Lang)‏ هو لاعب كرة قدم بريطاني (وحمل سابقاً جنسية المملكة المتحدة لبريطانيا العظمى وأيرلندا) في مركز الدفاع، ولد في 1864 في المملكة المتحدة، وتوفي في 8 نوفمبر 1901 في المملكة المتحدة. لعب مع نادي بيرنلي ونادي نيلسون وPadiham F.C. ‏.